# Флаг Спировского района
Флаг муниципального образования «Спи́ровский район» Тверской области Российской Федерации — опознавательно-правовой знак, являющийся символом статуса и самоуправления района.
Утверждён 20 апреля 2000 года и внесён в Государственный геральдический регистр Российской Федерации с присвоением регистрационного номера 712.

## Описание
Прямоугольное полотнище, воспроизводящее композицию герба, отношение ширины полотнища к длине — 2:3.
Геральдическое описание герба гласит: «Щит повышенно ельчато пересечён червленью и зеленью; в червлени серебряный лук; в зелени серебряная каменная печь (в виде башни без зубцов со сквозными воротами) с выходящим сверху огнём, внутри червлёным, снаружи серебряным».